# Balthasar Glättli

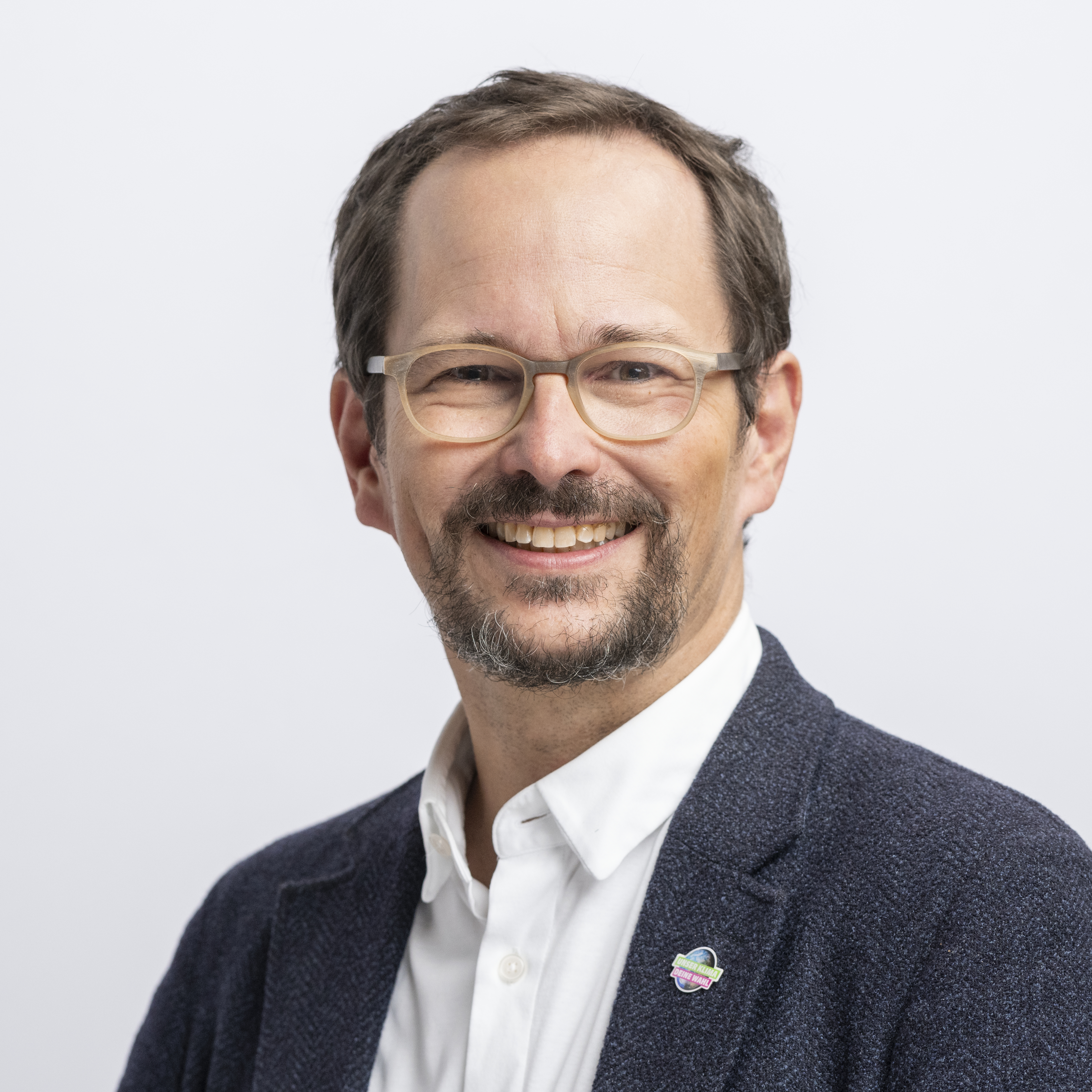
Balthasar Glättli (2023)

Balthasar Glättli (* 12. Februar 1972 in Zürich; heimatberechtigt ebenda) ist ein Schweizer Politiker (Grüne). Von 2020 bis 2024 war er Präsident der Schweizer Grünen.

## Ausbildung und Beruf
Nach der altsprachlichen Matura an der Kantonsschule Zürcher Oberland Wetzikon studierte Glättli von 1991 bis 1996 Philosophie, Linguistik und Germanistik an der Universität Zürich, führte das Studium aber nicht zu Ende. Er gründete ein eigenes Internet-Consulting-Unternehmen, war anschliessend als Lead Research and Development bei der eProduction AG, bis 2002, tätig. Von Mai 2003 bis August 2010 amtete er als politischer Sekretär von Solidarité sans frontières, danach bis Ende Juni 2012 als Leiter Kampagnen und Werbung beim VPOD. Von 2009 bis 2014 setzte er sein Studium berufsbegleitend fort, brach es dann aber 2015 endgültig ab.

## Politisches Engagement

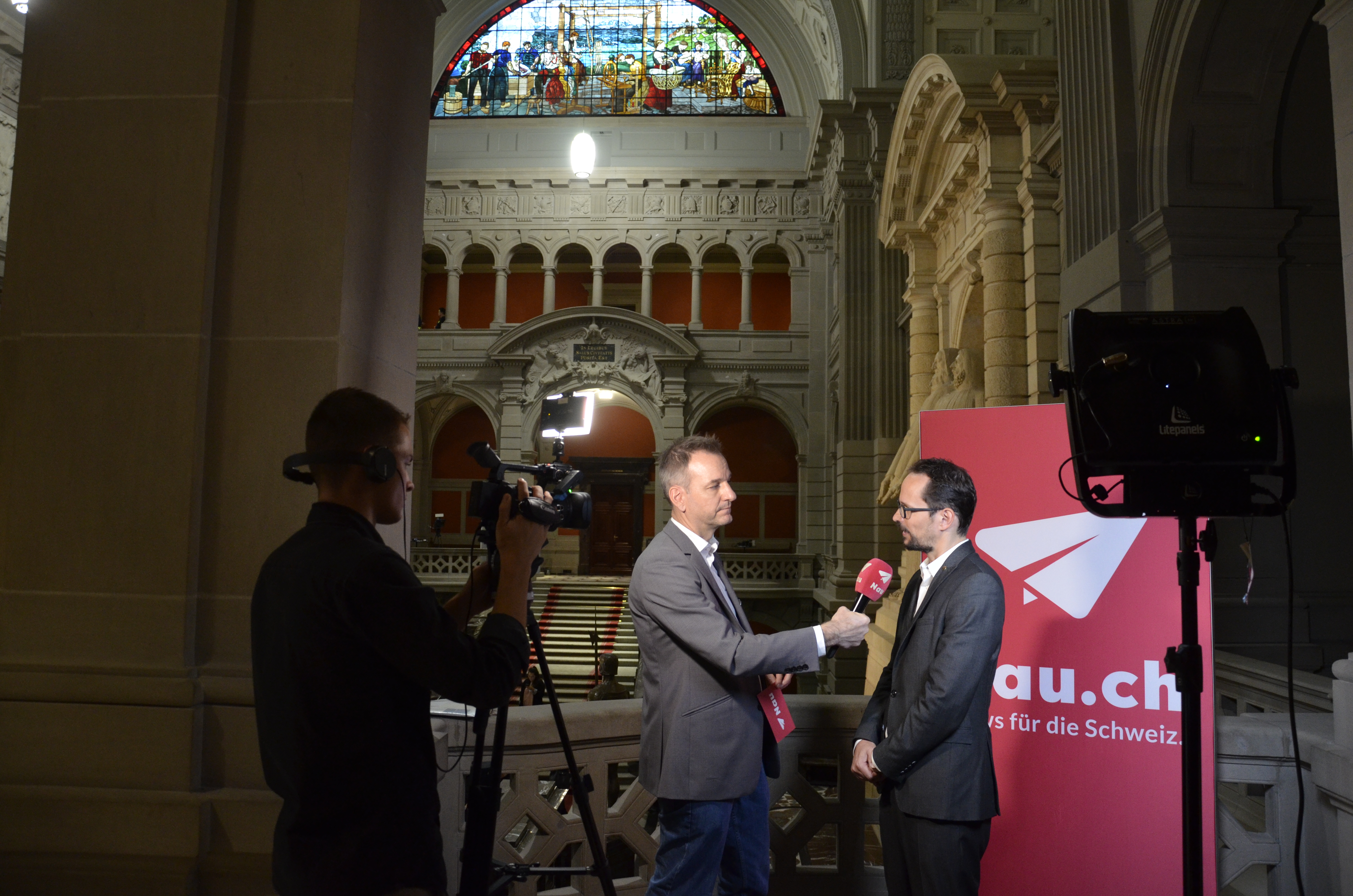
Glättli (rechts) in einem Interview am Tag der Schweizer Parlamentswahlen 2019

Glättli kandidierte 1991 erstmals für die Grünen Bezirk Hinwil für den Kantonsrat. Er gründete 1993 die Jungen Grünen Zürich und danach 1994 die VJGAGS (Vereinigung der Jungen Grün-Alternativen Gruppierungen Schweiz), die Vorläuferin der Jungen Grünen. Von 1998 bis 2011 war Glättli Gemeinderat der Stadt Zürich, von 1998 bis August 2004 Fraktionspräsident der Grünen/AL im Gemeinderat der Stadt Zürich (Stadtparlament). Von 2003 bis 2004 amtete er als Co-Präsident des GBZ (Gewerkschaftsbund Stadt Zürich). Vom 12. Juni 2004 bis Anfang 2008 war er Co-Präsident der Grünen Kanton Zürich zusammen mit Marlies Bänziger; seine Wahl war Auslöser der Gründung der Grünliberalen Partei der Schweiz. Zuvor zeigte er politisches Engagement bei den Grünen, bei Zaf! Züri autofrei und in diversen anderen Organisationen. Für die Schweizer Parlamentswahlen 2011 war er offizieller Ständerats- und Nationalratskandidat der Grünen Partei Zürich und wurde in den Nationalrat gewählt. Er war dort von 2011 bis 2022 und ist seit Dezember 2023 wieder Mitglied der Staatspolitischen Kommission (SPK-N). Entsprechend ist Asyl- und Ausländerpolitik einer seiner Schwerpunkte. Seit Anfang 2024 ist er auch wieder Mitglied der Sicherheitspolitischen Kommission (SiK), der er bereits 2013 und 2015–2019 angehört hatte. Von 2022 bis Ende 2023 war Glättli Mitglied der Kommission für Wirtschaft und Abgaben (WAK-N). Daneben profiliert sich Glättli in der Netzpolitik, so forderte er als erster schweizerischer Politiker die gesetzliche Festschreibung der Netzneutralität.
Am 26. November 2013 wählte ihn die Grüne Fraktion der Bundesversammlung zu ihrem Präsidenten. Als Fraktionspräsident war er auch Mitglied im Büro des Nationalrats (Büro NR). Am 29. Mai 2020 trat Glättli vom Amt des Fraktionspräsidenten zurück, weil dies mit der angestrebten Wahl zum Parteipräsidenten nicht vereinbar war.
Im April 2014 stellte Glättli für eine Visualisierung der Vorratsdatenspeicherung in der Schweiz seine Metadaten aus sechs Monaten Überwachung zur Verfügung. Die Visualisierung wurde durch die Digitale Gesellschaft unter anderem in Zusammenarbeit mit Arte, der Schweiz am Sonntag und watson.ch veröffentlicht.
Am 20. Juni 2020 wurde er von den Delegierten der Grünen Partei an einer Online-Delegiertenversammlung als Nachfolger von Regula Rytz zum Präsidenten der Grünen Schweiz gewählt. Zudem war er bis Herbst 2020 Präsident der parlamentarischen Gruppe Ernährungssouveränität.
Am 24. September 2020 reichte die Grüne Fraktion seine parlamentarische Initiative ein: «Als Antwort auf die Klimakrise die Demokratie erweitern. Einen durchs Los bestimmten Klimarat schaffen.» Balthasar Glättli liess sich dabei von Emmanuel Macrons «Klimarat» Convention citoyenne pour le climat (sogenannter «losbasierter Bürgerrat») inspirieren.
Nach den Verlusten der Grünen bei den Parlamentswahlen 2023 erklärte er, dass er für eine parteiinterne Wiederwahl als Präsident im April 2024 nicht mehr zur Verfügung stehe. Am 6. April 2024 wurde Lisa Mazzone zu seiner Nachfolgerin gewählt.
Bei den Wahlen 2026 will er um einen Sitz im Zürcher Stadtrat kandidieren.

## Weiteres Engagement
Glättli ist Stiftungsratspräsident der Stiftung ECAP und im Vorstand der progressiven Schweizer Kampagnenorganisation Campax. Glättli war von 2013 bis Ende 2020 Vizepräsident und bis 2023 Vorstandsmitglied des Mieterinnen- und Mieterverbands. Von 2014 bis 2023 war er zudem Präsident des Mieterinnen- und Mieterverbands Deutschschweiz (MVD). Bis im Herbst 2021 war er Co-Präsident von promembro (Interessenvertretung von Prothesenträgern).

## Persönliches
Er ist der Bruder des Cellisten Kaspar Singer und mit der SP-Politikerin und Journalistin Min Li Marti verheiratet. Die beiden haben eine Tochter.
Geprägt hat Glättli eine schwere Erkrankung in seiner Kindheit: Mit sieben Jahren lag er mit Blutkrebs im Spital, wobei die Überlebenschance 50 % betragen habe. Seine Genesung sei ihm seither Verpflichtung, sich für andere einzusetzen.

## Publikationen
- Mit Pierre-Alain Niklaus: Die unheimlichen Ökologen. Sind zu viele Menschen das Problem? Rotpunkt, Zürich 2014, ISBN 978-3-85869-617-5 (Vorabdruck)
- Es kommen die Richtigen. Klarstellungen zur aktuellen Schweizer Asyldebatte BoD, Norderstedt 2024, ISBN 978-3-7693-1085-6 (Website)